# ThinkStation P-Serie
Bei der ThinkStation P-Serie handelt es sich um eine preisgekrönte Modellreihe von professionellen stationären Workstations des weltweit führenden chinesischen Computerherstellers Lenovo. Die seit dem Sommer 2014 erhältlichen Modellvarianten der ThinkStation P-Serie stellen gegenwärtig die leistungsstärksten Desktop-Computer im Sortiment von Lenovo dar und sind auf professionelle Anwendungen mit hohen Ansprüchen an Rechengeschwindigkeit, Speicherplatz und Zuverlässigkeit ausgerichtet.
Die zur ersten Generation der ThinkStation P-Serie gehörenden vier Modellvarianten P300, P500, P700 sowie P900 ersetzten die Vorgängermodelle ThinkStation C30, D30 sowie S30. Das Einsteigermodell P300 wurde im Juni 2014 veröffentlicht. Die übrigen, technisch leistungsstärkeren Modellvarianten folgten im August 2014 auf der jährlichen Konferenz der SIGGRAPH im kanadischen Vancouver und verwenden ausschließlich aktuelle Intel-Xeon-Prozessoren.
Im Frühjahr 2016 wurde das Einsteigermodell P300 durch das Nachfolgemodell P310 abgelöst. Die ThinkStation P310 stellt damit das erste Modell der zweiten Generation der ThinkStation P-Serie dar. Im Juni 2016 wurde das Modell P500 durch das Nachfolgemodell P510 ersetzt. Ferner erschien zum gleichen Zeitpunkt mit der P410 eine neue Modellvariante der ThinkStation P-Serie, die hinsichtlich der Leistungsfähigkeit sowie des Preises die Lücke im Workstation-Portfolio zwischen dem Einsteigermodell und den High-End-Modellen von Lenovo schließen soll. Weitere Nachfolgemodelle – die ThinkStation P710 und P910 – wurden bereits von Lenovos Marketingabteilung angekündigt. Ihre Markteinführung ist für den weiteren Verlauf des Jahres 2016 geplant.
Auf dem Weltmarkt konkurriert die ThinkStation P-Serie in ihrer Geräteklasse derzeit insbesondere mit der HP-Z-Modellreihe des US-amerikanischen Marktführers Hewlett-Packard sowie der Precision-Tower-Serie des ebenfalls US-amerikanischen Anbieters Dell. Weitere Konkurrenten sind die japanischen Workstation-Anbieter NEC Corporation sowie Fujitsu mit den Modellen der Celsius-Serie.

## Geschichte

### Entwicklung

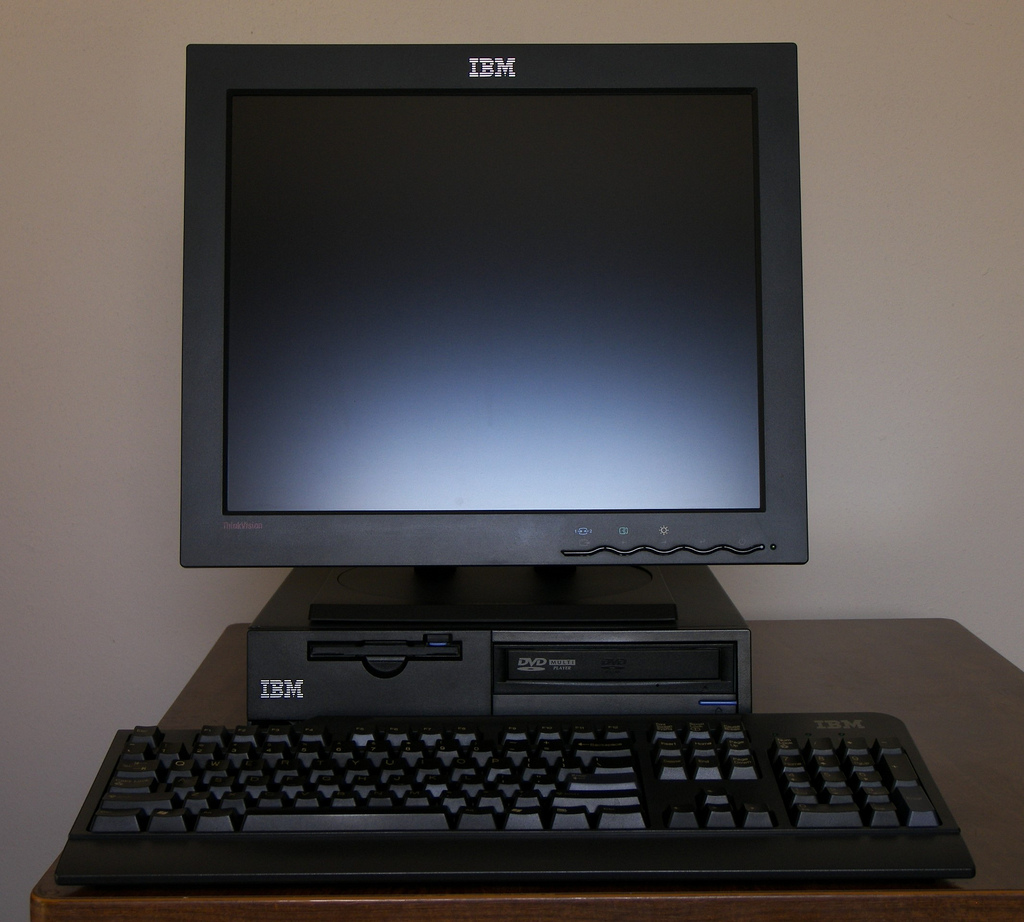
IBM ThinkCentre S50, Vorbild der ThinkStation P-Serie (2004)

Die Entwicklung der ThinkStation P-Serie begann 2010 und dauerte vier Jahre. Laut Victor Rios, stellvertretender Vorstandsvorsitzender und Generaldirektor der Workstation-Abteilung von Lenovo, wurde die ThinkStation P-Serie unter Einbezug von Kundenwünschen entworfen und basiert technisch auf einer Weiterentwicklung des Vorgängermodells ThinkStation S30. Mithilfe einer speziellen ThinkStation-App kann bei einer Fehlfunktion auf dem Umweg über ein extern per USB-Kabel angeschlossenes, mit dem Betriebssystem Android betriebenes Smartphone oder ein Tablet eine Hardware-Fehlerdiagnose durchgeführt werden.

### Designphilosophie
Die bei der Entwicklung der ThinkStation P-Serie eingeschlagene Designphilosophie geht auf die 2003 von IBM eingeführte und 2005 von Lenovo übernommene ThinkCentre-Systemarchitektur zurück. Sie fand in Modellen mit aufklappbarem Gehäuse wie dem ThinkCentre S50 ihren Ausdruck (siehe Foto rechts) und ist auf hohe Leistungsfähigkeit, Zuverlässigkeit sowie einfache Wartung ausgerichtet. Sämtliche zentralen Systemkomponenten und Erweiterungen wie CPUs, Grafikkarten, Festplatten, Solid-State-Drives, Netzteile usw. lassen sich ohne den Einsatz von Werkzeug austauschen (engl. „toolless design“), sodass bei Hardware-Upgrades weder tiefergehende technische Kenntnisse vorausgesetzt werden noch nennenswerte Ausfallzeiten entstehen. Zu diesem Zweck weisen die Modelle der ThinkStation P-Serie ein „modulares Design“ auf, das durch die Verwendung roter Touch-Points die zum Auswechseln einzelner Systemkomponenten nötigen Handgriffe erleichtert.
Mittels eines Systems vorgefertigter, ab Werk oder nach Inbetriebnahme austauschbarer Module – den sogenannten „FLEX-Komponenten“ – lassen sich die Modelle der ThinkStation P-Serie individuellen Konfigurationswünschen anpassen. An der Vorderseite kann einer der von außen zugänglichen Laufwerksschächte, die sogenannte „FLEX-Bay“, wahlweise mit einem optischen Laufwerk in Standardgröße oder dem sogenannten „FLEX-Modul“ ausgerüstet werden, das ein optisches Laufwerk in Slimline-Bauweise, diverse Kartenlesegeräte, etwa für SD-Karten, oder FireWire-Anschlüsse aufnehmen kann. Mit den sogenannten „FLEX-Trays“ verfügt die ThinkStation P-Serie außerdem über speziell konstruierte Laufwerksschächte im Gehäuseinneren zur wahlweisen Aufnahme von einer internen 3½- oder zwei internen 2½-Zoll-Festplatten unterschiedlicher Bauart (HDD, SSHD, SSD) und Speicherkapazität pro Schacht. Darüber hinaus können durch die Verwendung des sogenannten „FLEX-Connectors“, einer direkt an die Hauptplatine angeschlossenen PCI Mezzanine Card, gleich mehrere Standard-PCIe-Steckplätze auf der Hauptplatine eingespart werden.

### Markterfolg
Zum Zeitpunkt der Markteinführung der ThinkStation P-Serie betrug Lenovos Marktanteil im globalen Workstation-Segment 11,7 Prozent. Damit lag der chinesische Computerhersteller an dritter Stelle vor den japanischen Konkurrenten Fujitsu und NEC, während die US-amerikanischen Marktführer Hewlett-Packard 45,8 Prozent und Dell 36,6 Prozent der weltweit verkauften stationären wie mobilen Workstations für sich beanspruchen konnten. Im vierten Quartal des Jahres 2014 gelang es Lenovo, den eigenen Marktanteil auf 13,5 Prozent zu erhöhen und damit den Abstand zu Hewlett-Packard mit 44,6 Prozent und Dell mit 35,8 Prozent leicht zu verringern. Im ersten Quartal des Jahres 2015 gingen Lenovos Marktanteile jedoch vorübergehend wieder auf 11,2 Prozent zurück, während die Konkurrenten Hewlett-Packard 46,6 Prozent und Dell 35,3 Prozent für sich reklamieren konnten. Im zweiten Quartal des Jahres 2015 steigerte Lenovo seinen Marktanteil bei den Workstations dann wieder auf 13,2 Prozent, während Hewlett-Packard bei 43,1 Prozent und Dell bei 37,9 Prozent lagen. Diese Daten lassen den Schluss zu, dass die ThinkStation P-Serie erheblich zu Festigung und Ausbau der Marktposition von Lenovo im Workstation-Segment beigetragen hat, auch wenn die genaue Zahl der verkauften Einheiten nicht bekannt ist, da die verfügbaren Statistiken nicht zwischen mobilen und stationären Workstations unterscheiden.
| Quartal | verkaufte Einheiten Workstations insg. | Marktanteil HP | Marktanteil Dell | Marktanteil Lenovo | verkaufte Einheiten Lenovo Workstations |
| ------- | -------------------------------------- | -------------- | ---------------- | ------------------ | --------------------------------------- |
| 3/2014  | 930.894                                | 45,8 %         | 36,6 %           | 11,7 %             | 108.915                                 |
| 4/2014  | 946.089                                | 44,6 %         | 35,8 %           | 13,5 %             | 127.722                                 |
| 1/2015  | 838.400                                | 46,6 %         | 35,3 %           | 11,2 %             | 93.901                                  |
| 2/2015  | 929.850                                | 43,1 %         | 37,9 %           | 13,2 %             | 122.740                                 |

## Hardware
Sämtliche Modellvarianten der ThinkStation P-Serie besitzen ein übereinstimmendes Gehäusedesign mit den für Lenovos Think-Produkte typischen, an Bienenwaben erinnernden Lüftungsschlitzen auf der Gehäusevorderseite. Ferner sind sämtliche Modellvarianten auf überdurchschnittlich zuverlässige, mit Fehlerkorrekturkodierung arbeitende ECC-Speichermodule (engl. „Error Correcting Code“) und professionelle, leistungsstarke Grafikkarten der Nvidia-Quadro-Reihe ausgelegt. Sämtliche Modelle der ThinkStation P-Serie weisen überdies eine modulare Bauweise mit unterschiedlichen Konfigurationsmöglichkeiten für Speichergeräte, Kartenlesegeräte und zusätzliche Schnittstellen auf. Hinsichtlich CPU-Anzahl, Chipsatz, DDR-Speichertechnik, Gehäusegröße, Kühlsystem, Schnittstellen, Netzteil, Ausbaufähigkeit und Preis unterscheiden sich die einzelnen Modellvarianten jedoch erheblich.

### Chipsatz Intel C612
Der zu den schnellen DDR4-SDRAM-Speichermodulen kompatible und in den größeren Modellvarianten P500, P700 und P900 eingesetzte Chipsatz Intel C612 gestattet über seine Intel-vPro-Technologie die Fernverwaltung der jeweiligen ThinkStation inklusive Fehlerdiagnose sowie regelmäßiger Wartung. Außerdem verfügt er über die eine vertrauenswürdige Laufzeitumgebung garantierende Trusted Execution Technology (TXT) und wird voraussichtlich bis zum Jahr 2021 lieferbar sein. Überdies gestattet der Chipsatz Intel C612 eine schnelle Rückkehr aus dem Ruhezustand (engl. „Rapid Start Technology“) und verfügt über eine auf professionelle Anwendungen mit hohem Datendurchsatz und geringer Fehlertoleranz ausgerichtete SATA-Festplatten-Verwaltungstechnologie (engl. „Rapid Storage Technology Enterprise“). Ferner verfügt er über insgesamt 14 USB-Schnittstellen, davon acht der älteren, langsameren Version USB 2.0 und sechs der moderneren, schnelleren Version USB 3.0. Hinzu kommen zehn SATA-Anschlüsse mit einer maximalen Datenübertragungsrate von 6 GBit/s sowie ein integrierter LAN-Anschluss mit einer maximalen Datenübertragungsrate von 1000 MBit/s (GigaBit-Ethernet). Zur Verbindung von CPU und Chipsatz C612 mit Peripheriegeräten sind die Hauptplatinen der ThinkStation P-Serie mit bis zu acht PCIe-Lanes ausgestattet.

## Modellvarianten

### Erste Generation
Vom Einsteigermodell P300 abgesehen verwenden die Modelle der ersten Generation der ThinkStation P-Serie in Intel-Haswell-Mikroarchitektur ausgeführte Intel-Xeon-Prozessoren der E5-V3-Familie. In den Modellen P500, P700 und P900 der ThinkStation P-Serie kommen der Sockel 2011-3 sowie der für industriell genutzte Highend-Rechner gedachte Chipsatz Intel C612 (Codename Wellsburg) zum Einsatz. Die ThinkStation P300 ist dagegen mit dem Sockel 1150 ausgestattet und verwendet in Intel-Haswell-Mikroarchitektur ausgeführte Prozessoren der Intel-Core-i-Serie bzw. Intel-Xeon-Prozessoren der E3-V3-Familie. Überdies wird in der ThinkStation P300 der auf den Einsatz in kleinen und mittleren Unternehmen ausgerichtete Chipsatz Intel C226 (Codename Denlow) verwendet.

#### ThinkStation P300
Bei der im Juni 2014 zur Marktreife gebrachten ThinkStation P300 handelt es sich um das mit einem Einführungspreis von 729 US$ in der Basiskonfiguration kostengünstigste Einstiegsmodell der ThinkStation P-Serie für rechenintensive Anwendungen mit mittlerem Datenvolumen. Die ThinkStation P300 wurde neben einer Tower-Version mit einem Fassungsvolumen von 25 Litern auch in einer kompakteren SFF-Variante (engl. „small form factor“) mit Minitower und einem Fassungsvolumen von lediglich 12,9 Litern angeboten.
Beide P300-Varianten verfügen über eine CPU mit DDR3-ECC-SDRAM-Unterstützung und besitzen eine Hauptplatine im Micro-ATX-Format mit einer Fläche von 244 mm × 244 mm. Der über vier Steckplätze verfügende Dual-Channel-Speicher lässt sich jeweils auf bis zu 32 GB ausbauen. In der leistungsstärksten Konfiguration konnte diese Modellvariante mit einem Vier-Kern-Hauptprozessor des Typs Intel Xeon E3-1280 V3 mit einer Grundtaktfrequenz von 3,6 Gigahertz, 8 Megabyte Cache sowie einer thermischen Verlustleistung von 82 Watt ausgestattet werden.

#### ThinkStation P500
Bei der ThinkStation P500 handelt es sich um eine Mid-Range-Workstation für rechenintensive Anwendungen mit großem Datenvolumen. Sie gilt aufgrund ihrer Vielseitigkeit, Ausbaufähigkeit und hohen Zuverlässigkeit bei einem vergleichsweise niedrigen Anschaffungspreis als Arbeitspferd (engl. „workhorse“) bzw. Allzweckwaffe (engl. „Swiss army knife“) der ThinkStation P-Serie.
Die ThinkStation P500 verfügt über eine Hauptplatine mit einer Fläche von 334 mm × 300 mm. Der über acht Steckplätze verfügende Vier-Kanal-Speicher lässt sich auf bis zu 512 GB ausbauen. Dieses Modell ist mit einer CPU mit DDR4-ECC-SDRAM-Unterstützung ausgestattet und kann in der leistungsstärksten Konfiguration mit einem 18-Kern-Hauptprozessor des Typs Intel Xeon E5-2699 V3 mit einer Grundtaktfrequenz von 2,3 Gigahertz, 45 Megabyte Cache sowie einer thermischen Verlustleistung von 145 Watt ausgestattet werden.

#### ThinkStation P700
Bei der ThinkStation P700 handelt es sich um eine High-End-Workstation für sehr rechenintensive Anwendungen mit sehr großem Datenvolumen.
Die ThinkStation P700 verfügt über eine Hauptplatine mit einer Fläche von 334 mm × 378,5 mm. Der über zwölf Steckplätze verfügende Vier-Kanal-Speicher lässt sich auf bis zu 768 GB ausbauen. Dieses Modell kann wahlweise mit einer oder zwei CPUs mit DDR4-ECC-SDRAM-Unterstützung ausgestattet werden. In der leistungsstärksten Konfiguration lassen sich zwei 18-Kern-Hauptprozessoren des Typs Intel Xeon E5-2699 V3 verwenden.

#### ThinkStation P900
Bei der ThinkStation P900 handelt es sich um eine Ultra-High-End-Workstation für extrem rechenintensive Anwendungen mit extrem großem Datenvolumen.
Die ThinkStation P900 verfügt ebenfalls über eine Hauptplatine mit einer Fläche von 334 mm × 378,5 mm. Der über 16 Steckplätze verfügende Vier-Kanal-Speicher lässt sich auf bis zu 1 TB ausbauen. Dieses Modell besitzt zwei CPUs mit DDR4-ECC-SDRAM-Unterstützung und kann in der leistungsstärksten Konfiguration ebenfalls mit zwei 18-Kern-Hauptprozessoren des Typs Intel Xeon E5-2699 V3 ausgestattet werden.
| Modell           | Länge    | Breite | Höhe   | Volumen | Gewicht | CPU- Anzahl | CPU- Kerne | ECC-SDRAM- Speichertyp | Speicher- vollausbau | USB 2.0- Anschlüsse   | USB 3.0- Anschlüsse   | PCI(e)- Anschlüsse                                                           | (e)SATA- Anschlüsse                     | Lüfter- anzahl | Netzteil          |
| ---------------- | -------- | ------ | ------ | ------- | ------- | ----------- | ---------- | ---------------------- | -------------------- | --------------------- | --------------------- | ---------------------------------------------------------------------------- | --------------------------------------- | -------------- | ----------------- |
| P300 (Minitower) | 383 mm   | 102 mm | 375 mm | 12,9 l  | 7,8 kg  | 1           | 2–4        | DDR3-1600MHz           | 32 GB                | 2 × extern            | 6 × extern            | 2 × x16 PCIe 3.0                                                             | 2 × SATA 2.0 2 × SATA 3.0 1 × eSATA 2.0 | 3              | 240 W             |
| P300             | 425,2 mm | 175 mm | 431 mm | 25 l    | 12 kg   | 1           | 2–4        | DDR3-1600MHz           | 32 GB                | 2 × extern            | 6 × extern            | 2 × x16 PCIe 3.0                                                             | 2 × SATA 2.0 2 × SATA 3.0 1 × eSATA 2.0 | 3              | 450 W 480 W       |
| P500             | 440 mm   | 175 mm | 440 mm | 36 l    | 13 kg   | 1           | 4–18       | DDR4-2133MHz           | 512 GB               | 4 × extern 2 × intern | 8 × extern 1 × intern | 2 × x16 PCIe 3.0 1 × x4 PCIe 3.0 1 × x4 PCIe 2.0 1 × x1 PCIe 2.0 1 × PCI 3.0 | 7 × SATA 3.0 1 × eSATA 3.0              | 7              | 490 W 650 W 850 W |
| P700             | 440 mm   | 175 mm | 440 mm | 36 l    | 13 kg   | 1–2         | 4–36       | DDR4-2133MHz           | 768 GB               | 4 × extern 2 × intern | 8 × extern 1 × intern | 3 × x16 PCIe 3.0 1 × x8 PCIe 3.0 1 × x4 PCIe 2.0 1 × PCI 3.0                 | 7 × SATA 3.0 1 × eSATA 3.0              | 7              | 490 W 650 W 850 W |
| P900             | 620 mm   | 200 mm | 440 mm | 55 l    | 32,4 kg | 2           | 8–36       | DDR4-2133MHz           | 1 TB                 | 4 × extern 2 × intern | 8 × extern 1 × intern | 4 × x16 PCIe 3.0 2 × x4 PCIe 2.0 2 × x1 PCIe 2.0                             | 8 × SATA 3.0 1 × eSATA 3.0              | 7              | 1.300 W           |

### Zweite Generation
Das erste Modell der zweiten Generation der ThinkStation P-Serie wurde im Frühjahr 2016 zur Marktreife gebracht. Sämtliche Modelle der zweiten Generation sollen mit in Intel-Broadwell-Mikroarchitektur ausgeführten Intel-Xeon-Prozessoren der E3-V5- bzw. der E5-V4-Familie mit DDR4-ECC-SDRAM-Unterstützung ausgestattet werden.

#### ThinkStation P310
Das Modell P310 ersetzte im Frühjahr 2016 das ursprüngliche Einstiegsmodell P300. Das Gerät lässt sich in der leistungsstärksten Konfiguration mit einem Vier-Kern-Hauptprozessor des Typs Intel Xeon E3-1280 V5 mit einer Grundtaktfrequenz von 3,7 Gigahertz, 8 Megabyte Cache sowie einer thermischen Verlustleistung von 80 Watt ausstatten.

#### ThinkStation P410
Das im Juni 2016 veröffentlichte Modell P410 schließt laut Lenovo die „Lücke zwischen Workstations für Einsteiger und Standardaufgaben“. Ausstatten lässt sich das Modell P410 in der höchsten Ausbaustufe wahlweise mit Acht-Kern-Hauptprozessoren des Typs Intel Xeon E5-2620 V4 mit einer Grundtaktfrequenz von 2,1 Gigahertz, 20 Megabyte Cache sowie einer thermischen Verlustleistung von 85 Watt bzw. mit Sechs-Kern-Hauptprozessoren des Typs Intel Xeon E5-1650 V4 mit einer Grundtaktfrequenz von 3,6 Gigahertz, 15 Megabyte Cache sowie einer thermischen Verlustleistung von 140 Watt.

#### ThinkStation P510
Die Veröffentlichung des Modells P510 wird für das zweite Quartal 2016 erwartet.

#### ThinkStation P710
Die Veröffentlichung des Modells P710 wird für das zweite Quartal 2016 erwartet. Das Gehäuse gleicht weitgehend dem des Vorgängermodells. Das Gerät lässt sich in der leistungsstärksten Konfiguration mit zwei 22-Kern-Hauptprozessoren des Typs Intel Xeon E5-2699 V4 mit einer Grundtaktfrequenz von 2,2 Gigahertz, 55 Megabyte Cache sowie einer thermischen Verlustleistung von 145 Watt ausstatten.

#### ThinkStation P910
Die Veröffentlichung des Modells P910 wird für das zweite Quartal 2016 erwartet. Das Gehäuse ist mit dem des Vorgängermodells weitgehend identisch. Das Gerät lässt sich in der leistungsstärksten Konfiguration mit zwei 22-Kern-Hauptprozessoren des Typs Intel Xeon E5-2699 V4 mit einer Grundtaktfrequenz von 2,2 Gigahertz, 55 Megabyte Cache sowie einer thermischen Verlustleistung von 145 Watt ausstatten.

## Software
Die Modelle der ThinkStation P-Serie laufen ab Werk wahlweise unter den weitverbreiteten Betriebssystemen Windows 7, Windows 8.1 oder Windows 10 des US-amerikanischen Softwareherstellers Microsoft.
Die ThinkStation P-Serie ist auf rechen- und speicherintensive CAD-Anwendungen und Simulationen in den Bereichen Architektur, Bauingenieurwesen, Maschinenbau, Elektrotechnik, Finanzwirtschaft und Energiewirtschaft sowie auf die Herstellung und Bearbeitung hochauflösender digitaler Videofilme und Animationen ausgerichtet.

## Rezeption
„Auch die neuen Modelle der P-Serie gehören durch die besondere Bauweise in Form eines Dreifach-Kanalsystems und den Einsatz spezieller Luftleitbleche zu den am besten gekühlten Desktop-Systemen. Der kühlende Luftstrom wird direkt auf die kritischen Bauteile geleitet. Gleichzeitig wird warme Luft automatisch an den hitzeempfindlichen Komponenten vorbei geführt, ohne mit diesen in Berührung zu kommen.“ (CADplace, 4. November 2014)
Im Oktober 2014 wurde die ThinkStation P-Serie von der Redaktion der US-amerikanischen Fachzeitschrift Computer Graphics World mit dem Silver Edge Award ausgezeichnet.

### Datenblätter
- Product Specifications Reference ThinkStation WorkStations Version 493, August 2016 Handbuch mit Datenblättern sämtlicher Modellvarianten der ThinkStation P-Serie (englisch)